# Leuchtturm von Verzenay

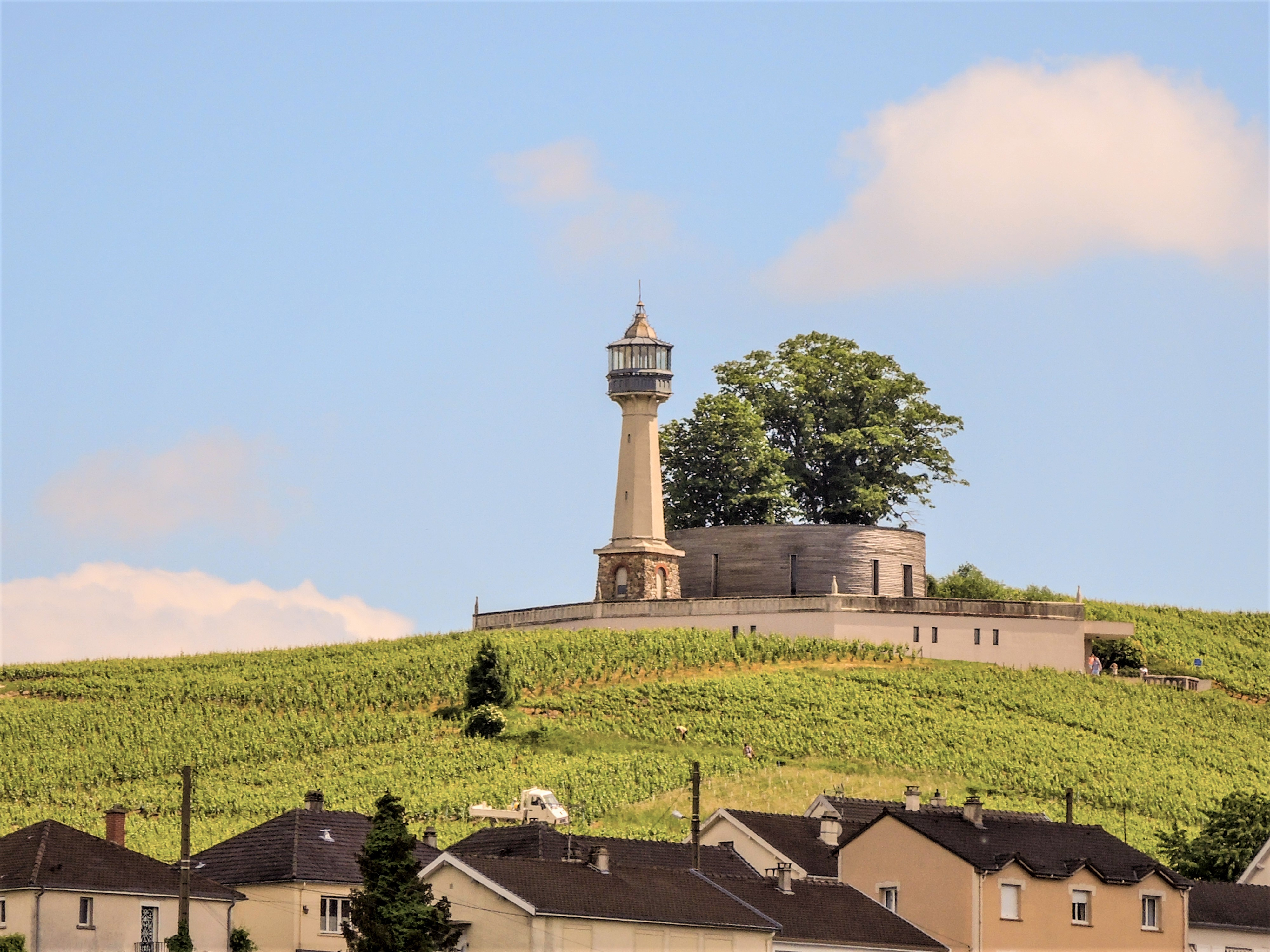
Leuchtturm von Verzenay

Der Leuchtturm von Verzenay (französisch: Phare de Verzenay) ist ein ungewöhnlicher, nicht funktionaler Leuchtturm im Département Marne in der französischen Region Grand Est.
Er befindet sich auf einem Hügel oberhalb des Weinortes Verzenay, etwa 20 Kilometer südöstlich von Reims, mitten in den Weinbergen der Montagne de Reims, einem der renommiertesten Anbaugebiete der Champagne.
Der Turm besteht aus einem steinernen Sockel mit aufgesetztem Laternenhaus. Mit einer Höhe von etwa 25 Metern ist er weithin sichtbar und stellt eine architektonische Kuriosität dar, da er keinerlei maritime Funktion erfüllt, jedoch optisch einem klassischen Leuchtturm ähnelt.

## Geschichte
Der Leuchtturm wurde im Jahr 1909 von Joseph Goulet, einem Champagnerproduzenten, erbaut – jedoch nicht zur Navigation, sondern als Werbemaßnahme und Blickfang für seine Champagnermarke. Auf dem Hügel gelegen, diente er zusammen mit einem Vergnügungspark als Attraktion für Besucher aus Reims und Umgebung.
Während des Ersten Weltkriegs wurde das Gebiet um Verzenay stark beschädigt, und der Leuchtturm verlor seine touristische Funktion. Auch im Zweiten Weltkrieg war er dem Verfall ausgesetzt. Nach Jahrzehnten der Vernachlässigung wurde der Bau in den 1990er Jahren restauriert.

## Heute

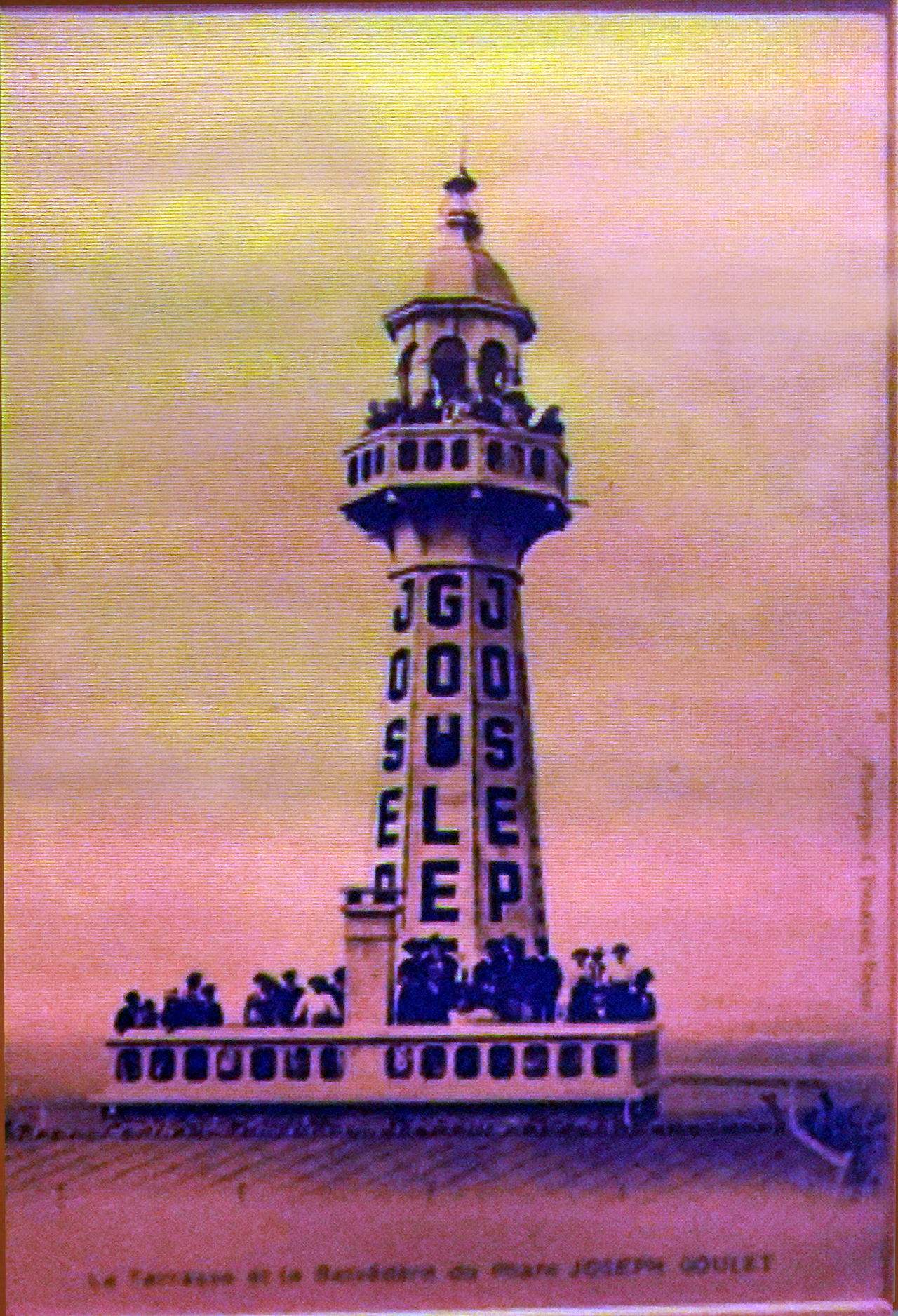
Werbung für Goulet-Champagner

Seit dem Jahr 1999 beherbergt der Leuchtturm das Écomusée de la Vigne (Weinbaumuseum), das Besucher über die Geschichte des regionalen Weinbaus, die Arbeit der Winzer und die Besonderheiten der Champagne informiert. Der Turm selbst bietet von seiner Plattform einen beeindruckenden Panoramablick über die umliegenden Weinberge.
Der Leuchtturm von Verzenay ist heute ein beliebtes Ausflugsziel und Fotomotiv. Er symbolisiert die Verbindung von Kulturerbe, Weinbautradition und regionalem Tourismus in der Champagne. Zudem ist er ein Beispiel für frühe Marketingstrategien in der französischen Weinindustrie.